# Exorista rubricans
Exorista rubricans är en tvåvingeart som beskrevs av Louis-Paul Mesnil 1941. Exorista rubricans ingår i släktet Exorista och familjen parasitflugor.
Artens utbredningsområde är Djibouti. Inga underarter finns listade i Catalogue of Life.